# Kenji Uematsu
Kenji Uematsu-Treviño [Kendži Uemacu], (* 28. říjen 1976 Portugalete Santurtzi, Španělsko) je bývalý reprezentant Španělska v judu. Po otci má japonský původ.

## Sportovní kariéra
K judo ho a jeho mladšího bratra Kijošiho přivedl otec Tacumi.
V juniorském věku patřil k absolutní světové špičce. Jenže s přechodem mezi seniory dlouho nedokázal prorazit přes svého rivala Oskara Peňase. Vše se vyřešilo po olympijské hry v Sydney v roce 2000, kdy jeho mladší bratr přešel mezi lehké váhy (−73 kg), Peňas mezi pololehké váhy (−66 kg) a pro něj se našlo místo jeho v superlehké váhové kategorii (−60 kg).
Vrcholem jeho kariéry byly olympijské hry v Athénách v roce 2004. V prvním kole prohrál s Gruzíncem Chergianim na ippon technikou kučiki-taoši, ale přes opravy se dostal až do boje o 3. místo. V něm vyzval Mongola Cagánbátara. Nervózní zpas dospěl až do prodloužení, kde ho Mongol minutu před koncem strhnul k zemi technikou kučiki-taoši. Obsadil 5. místo.

## Výsledky
| Turnaj             | 1995 | 1996 | 1997 | 1998 | 1999 | 2000 | 2001 | 2002 | 2003 | 2004 | 2005 | 2006 | 2007 | 2008 |
| ------------------ | ---- | ---- | ---- | ---- | ---- | ---- | ---- | ---- | ---- | ---- | ---- | ---- | ---- | ---- |
| Olympijské hry     | -    | dns  | -    | -    | -    | dns  | -    | -    | -    | 5.   | -    | -    | -    | dns  |
| Mistrovství světa  | dns  | -    | dns  | -    | dns  | -    | dns  | -    | úč.  | -    | dns  | -    | dns  | -    |
| Mistrovství Evropy | dns  | dns  | úč.  | dns  | dns  | dns  | dns  | dns  | úč.  | úč.  | dns  | úč.  | úč.  | úč.  |
| MS juniorů         | -    | 1.   | -    | -    | -    | -    | -    | -    | -    | -    | -    | -    | -    | -    |
| ME juniorů         | 1.   | 1.   | -    | -    | -    | -    | -    | -    | -    | -    | -    | -    | -    | -    |